# Isola di Tuxekan
L' Isola di Tuxekan (Tuxekan Island) fa parte dell'arcipelago Alexander, nell'Alaska sud-orientale (Stati Uniti d'America). Amministrativamente appartiene alla Census Area di Prince of Wales-Hyder dell'Unorganized Borough. L'isola si trova all'interno della Tongass National Forest.

## Storia
L'isola è stata nominata nel 1904 da E. F. Dickins dipendente della United States National Geodetic Survey. Il nome deriva da un villaggio indiano.

## Geografia
L'isola si trova a ovest dell'isola Principe di Galles (Prince of Wales Island) tra lo stretto di Sea Otter (Sea Otter Sound) a ovest e il canale di Tuxekan (Tuxekan Passage) a est. La sua elevazione massima è di 117 metri.

### Masse d'acqua
Intorno all'isola sono presenti le seguenti masse d'acqua (da nord in senso orario):
- Canale di El Capitan (El Capitan Passage)[5] 56°01′31″N 133°16′25″W - Il canale, lungo 43 chilometri, delimita il lato nord dell'isola.
- Insenature del Canale di Tuxekan (Tuxekan Passage):
  - stretti di Tuxekan (Tuxekan Narrows)[6] 55°52′39″N 133°14′06″W - Gli stretti si trovano a nord del canale Tuxekan e lo collegano alla baia di Jinhi (Jinihi Bay) e quindi al canale El Capitan (El Capitan Passage).
  - baia di Jinhi (Jinhi Bay)[7] 55°52′40″N 133°16′20″W - La baia crea una rientranza nella parte nord-est dell'isola.
  - baia di Guhao (Guhao Inlet)[8] 55°51′48″N 133°15′35″W - La baia, lunga 1,6 chilometri, è una insenatura all'interno della baia di Jinhi (Jinhi Bay).
  - baia di Nichin (Nichin Cove)[9] 55°50′50″N 133°13′38″W - Divide il canale Tuxekan vero e proprio dagli stretti;
  - baia di Yahku (Yahku Cove)[10] 55°47′50″N 133°14′25″W - Si trova difronte alla baia di Nundei (Nundei Cove).
- Insenature del Canale di Karheen (Karheen Passage):
  - baia di Karheen (Karheen Cove)[11] 55°48′37″N 133°18′45″W - La baia si trova nella parte più a nord del canale ed è collegata ai laghi Karheen (Karheen Lakes) tramite i fiume Karheen (Karheen Creek).
- Insenature dello stretto di Sea Otter (Sea Otter Sound):
  - laguna marina di Scott (Scott Lagoon)[12] 55°51′20″N 133°19′07″W - La laguna si trova a metà dell'isola.
  - canale di Skookumchuck (Skookumchuck)[13] 55°54′55″N 133°18′46″W - Il canale collega lo stretto di Sea Otter (Sea Otter Sound) con il canale di El Capitan (El Capitan Passage).

### Promontori
Sull'isola sono presenti alcuni promontori (da nord in senso orario):
- Canale di El Capitan (El Capitan Passage):
  - Promontorio di Shikat (Shikat Point )[14] 55°54′45″N 133°17′15″W - L'elevazione del promontorio, che si trova all'estremo nord dell'isola, è di 10 metri.
  - Promontorio di Kutegi (Kutegi Point)[15] 55°54′17″N 133°16′02″W - Il promontorio si trova alla fine sud del canale di El Capitan (El Capitan Passage).
  - Promontorio di Kwati (Kwati Point)[16] 55°53′07″N 133°16′45″W - Il promontorio, con una elevazione di 10 metri, si trova all'entrata nord della baia di Jinhi (Jinhi Bay).
- Canale di Tuxekan (Tuxekan Passage):
  - promontorio di Istku (Istku Point)[17] 55°52′50″N 133°14′45″W - Il promontorio ha una elevazione di 47 metri e si trova all'entrata nord-ovest degli stretti di Tuxekan (Tuxekan Narrows);
  - promontorio di Kugun (Kugun Point)[18] 55°49′23″N 133°13′12″W - Il promontorio ha una elevazione di 24 metri e si trova difronte all'isola di Staney (Staney Island);
  - promontorio di Kauda (Kauda Point)[19] 55°46′33″N 133°15′30″W - Il promontorio ha una elevazione di 43 metri e si trova all'estremo meridionale dell'isola di Tuxekan (Tuxekan Island).
- Stretto di Sea Otter (Sea Otter Sound):
  - promontorio di Turn (Turn Point)[20] 55°50′39″N 133°21′15″W - Il promontorio, con una elevazione di 23 metri, si trova alla fine nord del canale di Karheen (Karheen Passage).

### Laghi e fiumi
Elenco dei laghi e fiumi presenti sull'isola:
- Laghi di Karheen (Karheen Lakes)[21] 55°48′50″N 133°17′31″W - I laghi, la cui estensione è di 2,4 km con una elevazione di 28 metri, si trovano nella parte occidentale dell'isola.
- Fiume di Karheen (Karheen Creek)[22] 55°49′00″N 133°19′00″W - Il fiume alimenta i laghi di Karheen (Karheen Lakes) e quindi sfocia nello stretto di Sea Otter (Sea Otter Sound).